# 1000-km-Rennen auf dem Hungaroring 2010
Das  1000-km-Rennen auf dem Hungaroring 2010, auch  1000 km of Hungaroring, fand am 22. August auf dem Hungaroring statt und war der vierte Wertungslauf der Le Mans Series dieses Jahres.

## Das Rennen
Das 1000-km-Rennen war das erste Langstreckenrennen auf dem Hungaroring, der ungarischen Rennstrecke in der Nähe von Mogyoród. Seit 1986 wurde auf dieser Bahn der Große Preis von Ungarn der Formel 1 ausgetragen. Das Rennen fand im August statt, zu einem Termin der ursprünglich für das 1000-km-Rennen auf dem Nürburgring vorgesehen war. Das traditionsreiche Rennen am Nürburgring, dass viele Jahre auf der Nordschleife ausgefahren wurde, fiel aus dem Rennkalender, nachdem der Veranstalter an der Finanzierung scheiterte. Das Sportwagenrennen am Hungaroring war als Nachtrennen konzipiert. Von den erwarteten sechs Stunden Fahrzeit fanden die letzten beiden bei Dunkelheit statt. 
Im Training stellte sich rasch heraus, dass die Streckenführung mit vielen Kurven und nur einer langen Geraden, die PS-starken LMP1-Prototoypen nicht bevorteilte. Der favorisierte Oreca-Peugeot 908 HDi FAP erreichte im Qualifikationstraining nur den vierten Rang. Trainingsschnellster war Danny Watts in einem HPD ARX-01c, einem leistungsschwächeren aber auch leichteren LMP2-Wagen. Mit einer Zeit von 1:32,431 Minuten (Schnitt 170,631 km/h) war er um 0,4 Sekunden schneller als der bestplatzierte LMP1; dem Rebellion-Racing-Lola B10/60, gefahren von Andrea Belicchi.
Belicchi übernahm nach dem Start die Führung und behielt diese bis zur 33 Runde, dann wurde er von Olivier Panis im Peugeot überholt. Der Peugeot lag mit der Rennabstimmung wesentlich besser auf der Strecke, wodurch Panis und dessen Teamkollegen Stéphane Sarrazin und Nicolas Lapierre bis zur 129 Runde einen stabilen Vorsprung herausfahren konnten. Zu diesem Zeitpunkt war der Lola von Belicchi nach einem technischen Defekt ausgefallen und der zweite Rebellion-Lola weit zurückgefallen. In der 130 Runde kam Lapierre im führenden Peugeot unplanmäßig an die Boxen. Nach nur einer Runde steuerte Lapierre erneut die Boxen an. Diesmal wurde der Wagen zu einer 40-minütigen Reparatur in die Garage geschoben. Die entstandenen Getriebeprobleme konnte nicht behoben werden, sodass nach mehreren Versuchen den Wagen wieder rennbereit zu bekommen, der Peugeot bis zur letzten Runden an den Boxen blieb. Dann fuhr Sarrazin noch langsam eine Runde um in die Wertung zu kommen. Durch das LMP1-Desaster gewann ein LMP2-Wagen die Gesamtwertung. Pole-Setter Danny Watts siegte mit den Teamkollegen Nick Leventis und Jonny Kane im HPD ARX-01c.

## Ergebnisse

### Schlussklassement
| 1               | LMP2 | 42  | Strakka Racing           | Jonny Kane Danny Watts Nick Leventis                           | HPD ARX-01c                | 206 |
| 2               | LMP2 | 40  | Quifel ASM Team          | Olivier Pla Miguel Amaral                                      | Ginetta-Zytek GZ09S/2      | 205 |
| 3               | LMP2 | 24  | OAK Racing               | Matthieu Lahaye Jacques Nicolet                                | Pescarolo 01 Evo           | 204 |
| 4               | LMP2 | 25  | RML                      | Thomas Erdos Mike Newton Ben Collins                           | Lola B08/80                | 202 |
| 5               | LMP2 | 41  | Team Bruichladdich       | Thor-Christian Ebbesvik Karim Ojjeh Tim Greaves                | Ginetta-Zytek GZ09S        | 201 |
| 6               | LMP2 | 29  | Racing Box               | Marco Cioci Piergiuseppe Perazzini Luca Pirri                  | Lola B09/80                | 200 |
| 7               | LMP1 | 5   | Beechdean Mansell        | Greg Mansell Leo Mansell                                       | Ginetta-Zytek GZ09S        | 199 |
| 8               | LMP1 | 12  | Rebellion Racing         | Neel Jani Nicolas Prost                                        | Lola B10/60                | 193 |
| 9               | LMP2 | 35  | OAK Racing               | Richard Hein Guillaume Moreau                                  | Pescarolo 01 Evo           | 192 |
| 10              | GT2  | 77  | Team Felbermayr Proton   | Richard Lietz Marc Lieb                                        | Porsche 997 GT3 RSR        | 192 |
| 11              | GT2  | 91  | CRS Racing               | Andrew Kirkaldy Tim Mullen                                     | Ferrari F430 GTC           | 192 |
| 12              | GT2  | 76  | IMSA Performance Matmut  | Patrick Pilet Raymond Narac                                    | Porsche 997 GT3 RSR        | 192 |
| 13              | GT2  | 95  | AF Corse                 | Jean Alesi Toni Vilander Giancarlo Fisichella                  | Ferrari F430 GTC           | 192 |
| 14              | GT2  | 96  | AF Corse                 | Álvaro Parente Álvaro Barba                                    | Ferrari F430 GTC           | 191 |
| 15              | GT2  | 92  | JMW Motorsport           | Rob Bell Darren Turner                                         | Aston Martin V8 Vantage    | 191 |
| 16              | GT2  | 88  | Team Felbermayr Proton   | Romain Dumas Martin Ragginger Christian Ried                   | Porsche 997 GT3 RSR        | 190 |
| 17              | GT2  | 94  | AF Corse                 | Luís Pérez Companc Matías Russo                                | Ferrari F430 GTC           | 189 |
| 18              | LMP2 | 31  | RLR Msport               | Barry Gates Warren Hughes Rob Garofall                         | MG Lola EX265              | 189 |
| 19              | GT2  | 85  | Spyker Squadron          | Tom Coronel Peter Dumbreck                                     | Spyker C8 Laviolette GT2-R | 188 |
| 20              | GT2  | 89  | Hankook Team Farnbacher  | Dominik Farnbacher Allan Simonsen                              | Ferrari F430 GTC           | 188 |
| 21              | GT1  | 50  | Larbre Compétition       | Gabriele Gardel Patrice Goueslard Fernando Rees                | Saleen S7-R                | 187 |
| 22              | FLM  | 43  | DAMS                     | Alessandro Cicognani Gary Chalandon Andrea Barlesi             | Oreca FLM09                | 187 |
| 23              | LMP1 | 008 | Signature Plus           | Franck Mailleux Vanina Ickx Pierre Ragues                      | Lola Aston Martin DBR1     | 184 |
| 24              | LMP1 | 27  | Race Performance         | Michel Frey Chris Buncombe                                     | Radical SR9                | 182 |
| 25              | LMP2 | 30  | Racing Box               | Fabio Babini Federico Leo Ferdinando Geri                      | Lola B09/80                | 179 |
| 26              | FLM  | 46  | JMB Racing               | Peter Kutemann Maurice Basso John Hartshorne                   | Oreca FLM09                | 178 |
| 27              | GT2  | 86  | Team Felbermayr Proton   | Marco Seefried Horst Felbermayr junior Horst Felbermayr senior | Porsche 997 GT3 RSR        | 174 |
| 28              | GT2  | 90  | CRS Racing               | Phil Quaife Pierre Ehret                                       | Ferrari F430 GTC           | 167 |
| 29              | FLM  | 47  | Hope Polevision Racing   | Olivier Lombard Steve Zacchia Luca Moro                        | Oreca FLM09                | 156 |
| 30              | FLM  | 45  | Boutsen Energy Racing    | Dominik Kraihamer Nicolas De Crem Bernard Delhez               | Oreca FLM09                | 146 |
| 31              | LMP1 | 4   | Team Oreca Matmut        | Olivier Panis Stéphane Sarrazin Nicolas Lapierre               | Peugeot 908 HDi FAP        | 146 |
| Ausgefallen     |      |     |                          |                                                                |                            |     |
| 32              | GT2  | 75  | Prospeed Competition     | Richard Westbrook Marco Holzer                                 | Porsche 997 GT3 RSR        | 133 |
| 33              | LMP1 | 13  | Rebellion Racing         | Jean-Christophe Boullion Andrea Belicchi                       | Lola B10/60                | 124 |
| 34              | LMP2 | 36  | Pegasus Racing           | Julien Schell Frédéric Da Rocha                                | Courage-Oreca LC75         | 77  |
| 35              | GT1  | 66  | Atlas FX-Team Full Speed | Carlo van Dam Stéphane Lémeret Norbert Walchhofer              | Saleen S7-R                | 68  |
| 36              | FLM  | 49  | Applewood Seven          | Damien Toulemonde Mathias Beche                                | Oreca FLM09                | 35  |
| 37              | FLM  | 44  | DAMS                     | Darren Manning Jody Firth                                      | Oreca FLM09                | 20  |
| Nicht gestartet |      |     |                          |                                                                |                            |     |
| 38              | FLM  | 48  | Hope Polevision Racing   | Nico Verdonck Christophe Pillon Vincent Capillaire             | Oreca FLM09                | 1   |

1 nicht gestartet

### Nur in der Meldeliste
Hier finden sich Teams, Fahrer und Fahrzeuge, die ursprünglich für das Rennen gemeldet waren, aber aus den unterschiedlichsten Gründen daran nicht teilnahmen.
| Pos. | Klasse | Nr. | Team | Fahrer                                         | Chassis     |
| ---- | ------ | --- | ---- | ---------------------------------------------- | ----------- |
| 39   | LMP2   | 39  | KSM  | Jean de Pourtales Hideki Noda Jonathan Kennard | Lola B08/47 |

### Klassensieger
| Klasse | Fahrer               | Fahrer          | Fahrer         | Fahrzeug            | Platzierung im Gesamtklassement |
| ------ | -------------------- | --------------- | -------------- | ------------------- | ------------------------------- |
| LMP1   | Leo Mansell          | Greg Mansell    |                | Ginetta-Zytek GZ09S | Rang 7                          |
| LMP2   | Danny Watts          | Nick Leventis   | Jonny Kane     | HPD ARX-01c         | Gesamtsieg                      |
| FLM    | Alessandro Cicognani | Andrea Barlesi  | Gary Chalandon | Oreca FLM09         | Rang 22                         |
| GT1    | Patrice Goueslard    | Gabriele Gardel | Fernando Rees  | Saleen S7-R         | Rang 21                         |
| GT2    | Richard Lietz        | Marc Lieb       |                | Porsche 997 GT3 RSR | Rang 10                         |

### Renndaten
- Gemeldet: 39
- Gestartet: 37
- Gewertet: 31
- Rennklassen: 5
- Zuschauer: unbekannt
- Wetter am Renntag: trocken und heiß
- Streckenlänge: 4,381 km
- Fahrzeit des Siegerteams: 6:01:02,752 Stunden
- Gesamtrunden des Siegerteams: 206
- Gesamtdistanz des Siegerteams: 902,486 km
- Siegerschnitt: 149,979 km/h
- Pole Position: Danny Watts – HPD ARX-01c (#42) – 1:32,431 = 170,631 km/h
- Schnellste Rennrunde: Stéphane Sarrazin – Peugeot 908 HDi FAP (#4) – 1:34,934 = 166,132 km/h
- Rennserie: 4. Lauf der Le Mans Series 2010